# Skandaloto, Loveci
Skandaloto (în bulgară Скандалото) este un sat în comuna Aprilți, regiunea Loveci,  Bulgaria. 

## Demografie
Componența etnică a satului Skandaloto
     Bulgari (100%)
     Nicio identificare (0%)
     Altele (0%)
La recensământul din 2011, populația satului Skandaloto era de 65 locuitori. Din punct de vedere etnic, toți locuitorii erau bulgari.